# The Ritual (álbum de Testament)
The Ritual es el quinto álbum de estudio de la banda de thrash metal estadounidense Testament, lanzado en 1992. Hasta la fecha, es el último disco de estudio que incluye al baterista Louie Clemente, y también al guitarrista Alex Skolnick antes de reunirse con la banda en 2005. En The Ritual, Testament comenzó a explorar un estilo más lento y pesado en su música, manteniendo sus raíces de thrash metal.

## Lista de canciones
1. "Signs of Chaos" – 0:30
2. "Electric Crown" – 5:31
3. "So Many Lies" – 6:04
4. "Let Go of My World" – 3:45
5. "The Ritual" – 7:34
6. "Deadline" - 4:47
7. "As the Seasons Grey" – 6:16
8. "Agony" – 4:07
9. "The Sermon" – 4:48
10. "Return to Serenity" – 6:25
11. "Troubled Dreams" – 5:14

## Créditos
- Chuck Billy: Vocales
- Alex Skolnick: Guitarra principal
- Eric Peterson: Guitarra rítmica
- Greg Christian: Bajo
- Louie Clemente: Batería

### Invitados
- Shawn Crosby - Voces adicionales (como se indica en las notas del álbum)

## Posición en las listas musicales
Álbum - Billboard
| Año  | Lista         | Posición |
| ---- | ------------- | -------- |
| 1992 | Billboard 200 | 55       |

Sencillos - Billboard
| Año  | Sencillo             | Lista             | Posición |
| ---- | -------------------- | ----------------- | -------- |
| 1993 | "Return to Serenity" | Album Rock Tracks | 22       |

- Datos: Q1083121